# Až na krev
Až na krev (v anglickém originále There Will Be Blood) je americký dramatický film z roku 2007, jehož režie a scénáře se ujal Paul Thomas Anderson. Hlavní role hrají Daniel Day-Lewis, Paul Dano, Kevin J. O'Connor, Ciarán Hinds a Dillon Freasier .
Film měl premiéru na Mezinárodním filmovém festivalu v Berlíně, kde získal cenu Stříbrného medvěda v kategorii nejlepší režisér a cenu za filmovou hudbu (Jonny Greenwood). Ve Spojených státech měl premiéru dne 25. ledna 2008 a v České republice dne 27. března 2008. Film vydělal 76,2 milionu dolarů na celém světě.
Daniel Day-Lewis za roli získal Oscara, Filmovou cenu Britské akademie, Zlatý glóbus, Cenu Sdružení filmových a televizních herců a cenu Newyorských kritiků. Samotný film byl zařazen mezi nejlepší filmy roku Americkým filmovým institutem, Národní společností filmových kritiků, Národní správní rada a asociací losangeleských filmových kritiků. Film byl nominován na osm Oscarů, a to i v kategoriích nejlepší film a nejlepší režisér.

## Obsazení
- Daniel Day-Lewis jako geodet Daniel Plainview
- Paul Dano jako Paul Sunday a Eli Sunday
- Kevin J. O'Connor jako Henry
- Ciarán Hinds jako Fletcher Hamilton
- Dillon Freasier jako H.W. Plainview
- Russell Harvard jako dospělý H.W.
- Sydney McCallister jako mladá Mary Sunday
- Colleen Foy jako dospělá Mary Sunday
- David Willis jako Abel Sunday
- Hans Howes jako William Bandy
- Paul F. Tompkins jako Prescott
- Jim Downey jako Al Rose
- David Warshofsky jako H.M. Tilford
- Barry Del Sherman jako H.B. Ailman

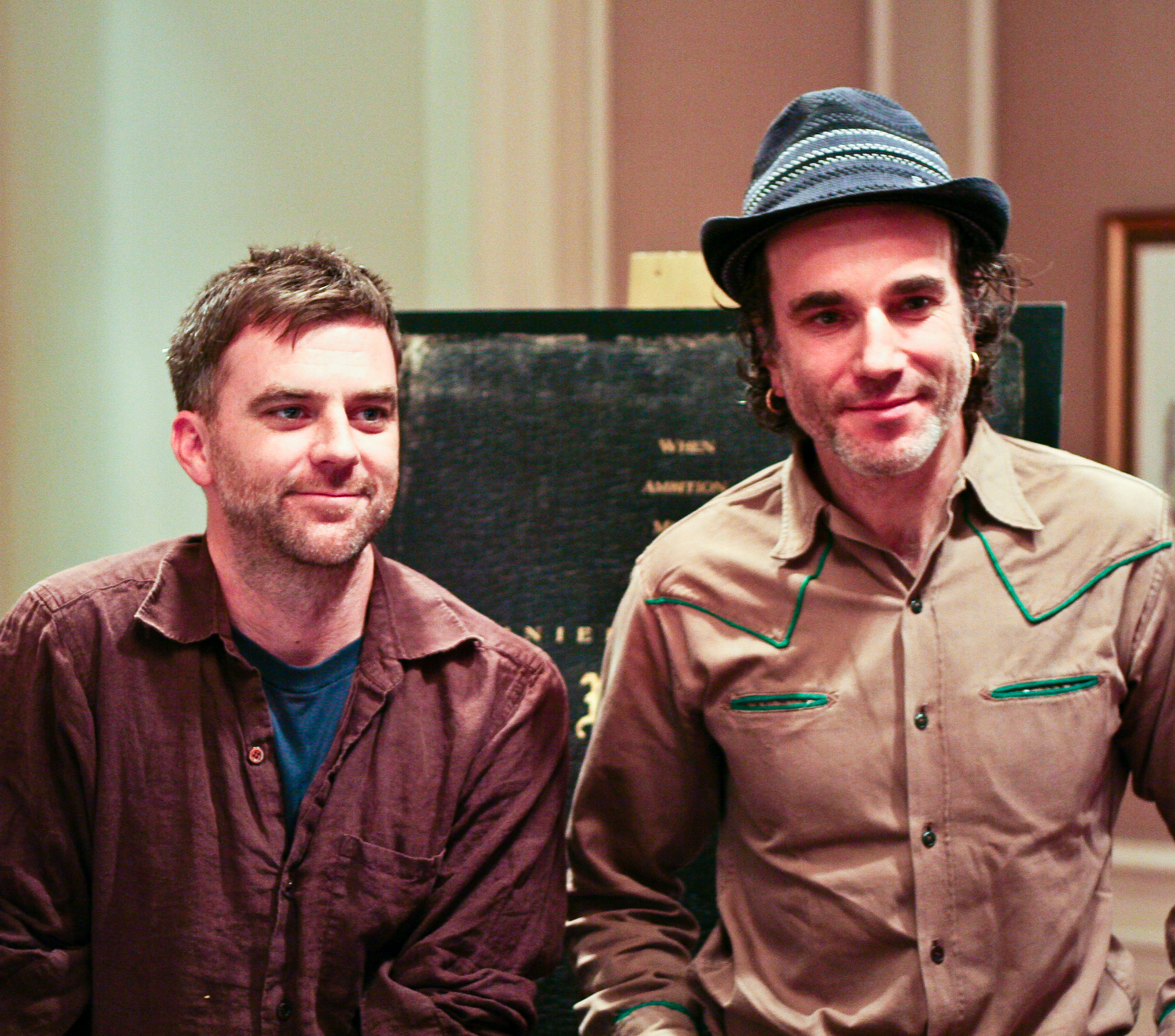
Paul Thomas Anderson a Daniel Day-Lewis v New Yorku, prosinec 2007.

## Přijetí

### Recenze
Na recenzní stránce Rotten Tomatoes má film skóre 91 procent na základě 226 recenzí s průměrným hodnocením 8,42 z 10. Na stránce Metacritic má film skóre 93 ze 100 vypočítané na základě 42 recenzí. Na Česko-Slovenské filmové databázi má snímek k 20. červenci 80 procent.

### Tržby
Film měl premiéru dne 29. září 2007 na filmovém festivalu Fantastic Fest v Austinu v Texasu. Dne 26. prosince 2007 měl premiéru v New Yorku a Los Angeles a za první víkend vydělal 190 739 dolarů Dne 25. ledna 2019 byl rozšířen do 885 kin a za první víkend vydělal 4,8 milionů dolarů.
V Severní Americe film vydělal 40,2 milionů dolarů a dalších 35,9 milionů dolarů v dalších oblastech. Celkově tak vydělal 76,1 milionů dolarů. Jeho rozpočet byl 20 milionů dolarů.

### Ocenění a nominace
| Ocenění                                     | Kategorie                                      | Nominovaní              | Výsledek  |
| ------------------------------------------- | ---------------------------------------------- | ----------------------- | --------- |
| Oscar                                       |                                                |                         |           |
| nejlepší film                               |                                                | nominace                |           |
| nejlepší režisér                            | Paul Thomas Anderson                           | nominace                |           |
| nejlepší mužský herecký výkon v hlavní roli | Daniel Day-Lewis                               | vítězství               |           |
| nejlepší adaptovaný scénář                  | Paul Thomas Anderson                           | nominace                |           |
| nejlepší výprava                            | Jack Fisk a Jim Erickson                       | nominace                |           |
| nejlepší kamera                             | Robert Elswit                                  | vítězství               |           |
| nejlepší střih                              | Dylan Tichenor                                 | nominace                |           |
| nejlepší mix zvuku                          | Matthew Wood, Christopher Scarabosio           | nominace                |           |
| Americký filmový institut                   | nejlepších 10 filmů                            |                         | vítězství |
| Austin Film Critics Association Awards      | nejlepších 10 filmů                            |                         | 1st Place |
| Austin Film Critics Association Awards      | nejlepší film                                  |                         | vítězství |
| Austin Film Critics Association Awards      | nejlepší žisére                                | Paul Thomas Anderson    | vítězství |
| Austin Film Critics Association Awards      | nejlepší mužský herecký výkon v hlavní roli    | Daniel Day-Lewis        | vítězství |
| Austin Film Critics Association Awards      | nejlepší kamera                                | Robert Elswit           | vítězství |
| Austin Film Critics Association Awards      | nejlepší filmová hudba                         | Jonny Greenwood         | vítězství |
| Australian Film Critics Association Awards  | nejlepší zaoceánský film                       |                         | vítězství |
| Filmová cena Britské akademie               | nejlepší film                                  |                         | nominace  |
| Filmová cena Britské akademie               | nejlepší režisér                               | Paul Thomas Anderson    | nominace  |
| Filmová cena Britské akademie               | nejlepší adaptovaný scénář                     | Paul Thomas Anderson    | nominace  |
| Filmová cena Britské akademie               | nejlepší mužský herecký výkon v hlavní roli    | Daniel Day-Lewis        | vítězství |
| Filmová cena Britské akademie               | nejlepší mužský herecký výkon ve vedlejší roli | Paul Dano               | nominace  |
| Filmová cena Britské akademie               | nejlepší filmová hudba                         | Jonny Greenwood         | nominace  |
| Filmová cena Britské akademie               | nejlepší výprava                               | Jack Fisk, Jim Erickson | nominace  |
| Filmová cena Britské akademie               | nejlepší kamera                                | Robert Elswit           | nominace  |
| Filmová cena Britské akademie               | nejlepší zvuk                                  | Matthew Wood            | nominace  |
| Belgian Syndicate of Cinema Critics         | Grand Prix                                     |                         | nominace  |
| Critics' Choice Movie Awards                | nejlepší film                                  |                         | nominace  |
| Critics' Choice Movie Awards                | nejlepší mužský herecký výkon v hlavní roli    | Daniel Day-Lewis        | vítězství |
| Critics' Choice Movie Awards                | nejlepší skladatel                             | Jonny Greenwood         | vítězství |
| Directors Guild of America Awards           | nejlepší režisér (drama)                       | Paul Thomas Anderson    | nominace  |
| Zlatý glóbus                                | nejlepší mužský herecký výkon (drama)          | Daniel Day-Lewis        | vítězství |
| Zlatý glóbus                                | nejlepší film (drama)                          |                         | nominace  |
| International Online Film Critics' Poll     | nejlepší film                                  |                         | nominace  |
| International Online Film Critics' Poll     | nejlepší set filmůe                            |                         | vítězství |
| International Online Film Critics' Poll     | nejlepší režisér                               | Paul Thomas Anderson    | nominace  |
| International Online Film Critics' Poll     | nejlepší mužský herecký výkon v hlavní roli    | Daniel Day-Lewis        | vítězství |
| International Online Film Critics' Poll     | nejlepší obsazení                              |                         | nominace  |
| International Online Film Critics' Poll     | nejlepší adaptovaný scénář                     | Paul Thomas Anderson    | nominace  |
| International Online Film Critics' Poll     | nejlepší výprava                               | Jack Fisk, Jim Erickson | nominace  |
| International Online Film Critics' Poll     | nejlepší kamera                                | Robert Elswit           | nominace  |
| International Online Film Critics' Poll     | nejlepších deset filmů                         |                         | vítězství |
| International Online Film Critics' Poll     | nejlepší herec                                 | Daniel Day-Lewis        | nominace  |
| Los Angeles Film Critics Association Awards | nejlepší film                                  |                         | vítězství |
| Los Angeles Film Critics Association Awards | nejlepší režisér                               | Paul Thomas Anderson    | vítězství |
| Los Angeles Film Critics Association Awards | nejlepší mužský herecký výkon v hlavní roli    | Daniel Day-Lewis        | vítězství |
| Los Angeles Film Critics Association Awards | nejlepší scénář                                | Paul Thomas Anderson    | 2. místo  |
| Los Angeles Film Critics Association Awards | nejlepší kamera                                | Robert Elswit           | 2. místo  |
| Los Angeles Film Critics Association Awards | nejlepší výprava                               | Jack Fisk               | vítězství |
| Los Angeles Film Critics Association Awards | ejlepší hudba                                  | Jonny Greenwood         | 2. místo  |
| National Society of Film Critics            | nejlepší film                                  |                         | vítězství |
| National Society of Film Critics            | nejlepší režisér                               | Paul Thomas Anderson    | vítězství |
| National Society of Film Critics            | nejlepší mužský herecký výkon v hlavní roli    | Daniel Day-Lewis        | vítězství |
| National Society of Film Critics            | nejlepší scénář                                | Paul Thomas Anderson    | nominace  |
| National Society of Film Critics            | nejlepší kamera                                | Robert Elswit           | vítězství |
| Cena Sdružení filmových a televizních herců | nejlepší mužský herecký výkon v hlavní roli    | Daniel Day-Lewis        | vítězství |
| Writers Guild of America Awards             | nejlepší adaptovaný scénář                     | Paul Thomas Anderson    | nominace  |
| Producers Guild of America Awards           | nejlepší producent (film                       |                         | nominace  |
| American Society of Cinematographers Awards | nejlepší kamera (film)                         | Robert Elswit           | vítězství |